# Olivier Roellinger

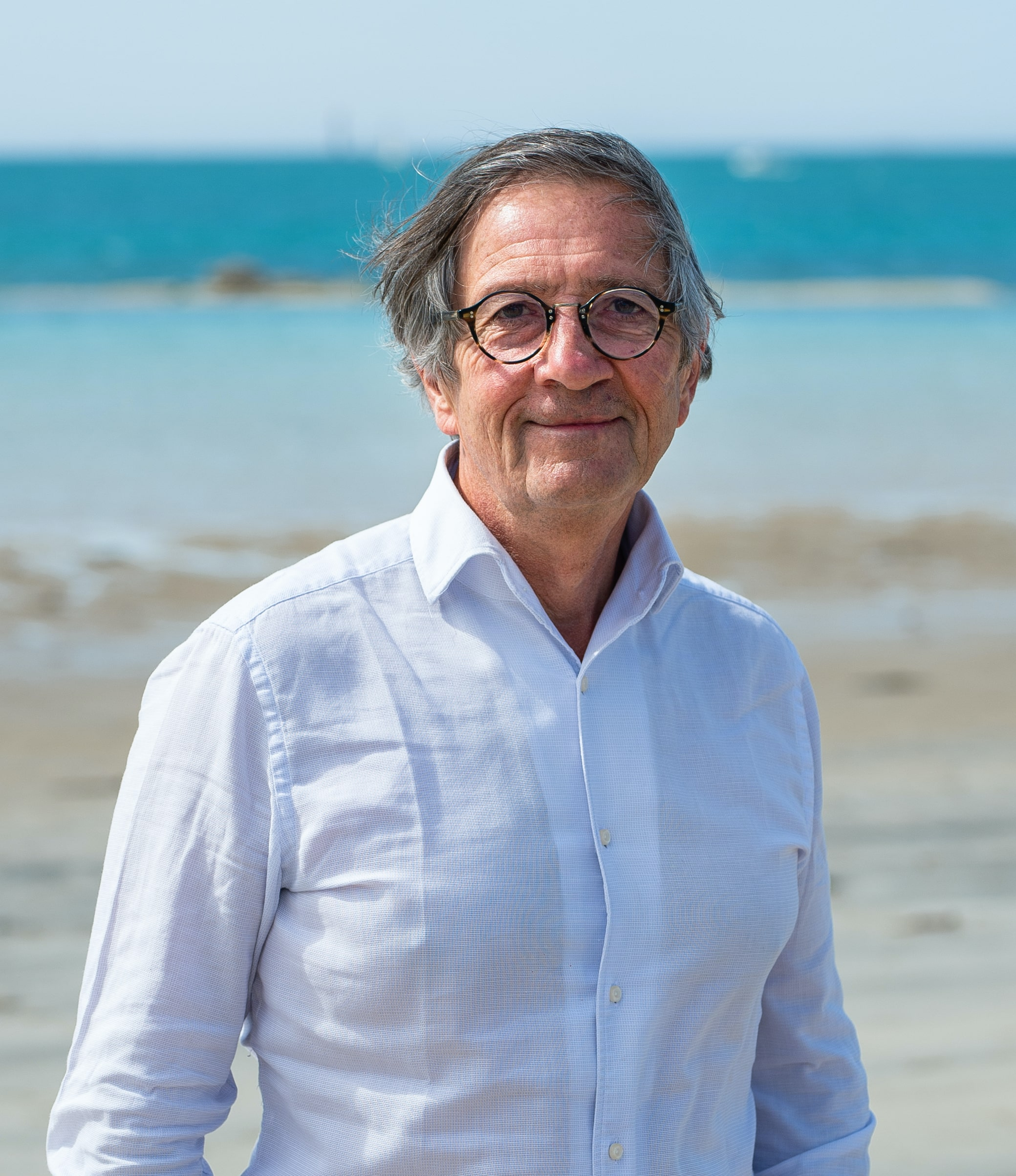
Olivier Roellinger (2021)

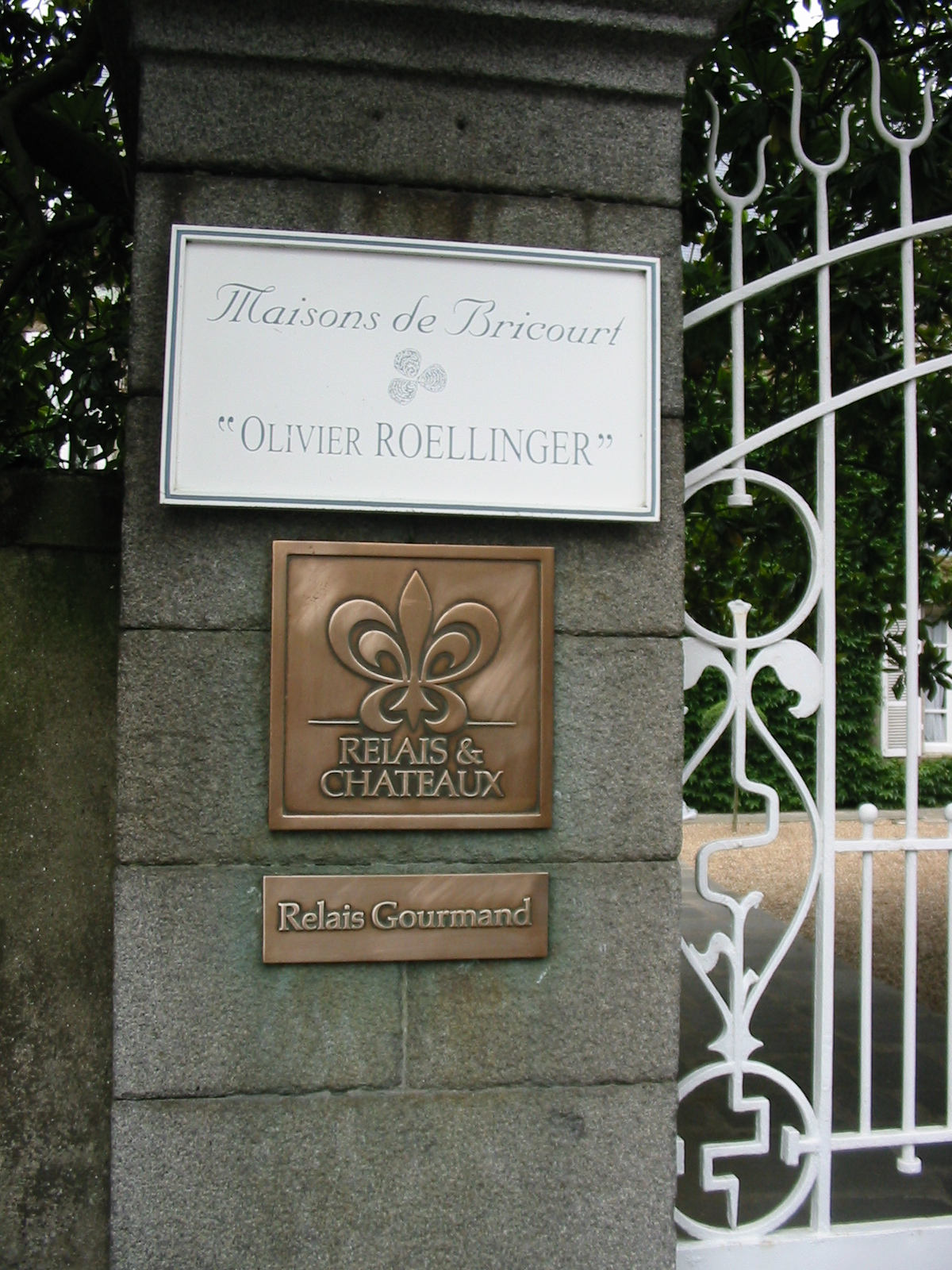
Schild am Maison de Bricourt

Olivier Roellinger (* 14. September 1955 in Cancale) ist ein französischer Koch und Gewürzhändler.

## Werdegang
Roellingers Vater war Arzt. Als sich sein Vater 1969 von seiner Mutter trennte, brach er den Kontakt zum Vater für 40 Jahre ab. Seiner Mutter zuliebe begann er sein Chemiestudium.
1976 wurde er mit 21 Jahren von unbekannten Angreifern zusammengeschlagen und fast getötet. Nach Wochen im Koma und mehreren Operationen brauchte er fast zwei Jahre zur Genesung. Es wurde ein Wendepunkt in seinem Leben: Er begann autodidaktisch zu kochen.
1982 öffnete er in Cancale das Table d’Hôte Maison de Bricourt, in einem Lusthaus im Familiensitz. Schon sechs Monate später wurde er mit 15 Punkten im Gault-Millau ausgezeichnet. 1984 wurde sein Restaurant mit einem Michelinstern ausgezeichnet, 1988 mit zweien. Im Gault-Millau 1994 wurde sein Restaurant mit 19,5 Punkten bewertet und er wurde zum Koch des Jahres gekürt.
Im Jahr 2006 folgte die Auszeichnung mit dem dritten Michelinstern. Im November 2008 beschloss er, sein 3-Sterne-Restaurant zu schließen, da ihm das zu anstrengend wurde. Er war nach Joël Robuchon (1996), Alain Senderens (2005) und Antoine Westermann (2006) der vierte Drei-Sterne-Koch, der auf seine Sterne verzichtete.
Dann kochte er einfacher in seinem Bistro Le Coquillage. 2010 wurde sein Restaurant Le Coquillage mit einem Michelinstern ausgezeichnet.
2014 übernahm sein Sohn Hugo die Küche des Restaurants Le Coquillage. 2025 wurde es erneut mit drei Michelinsternen ausgezeichnet.
Als leidenschaftlicher Gewürzliebhaber sucht er nach der besten Qualität für Gewürze; er bevorzugt Bioanbau. In der Maison de Bricourt in Cancale werden seine Gewürzmischungen, Öle und Aromaten kreiert und hergestellt. Er eröffnete Filialen der Repôts – boutiques Épices-Roellinger in Cancale, Saint-Malo und Paris und einen Onlineshop.
Im November 2009 wurde er Vizepräsident der internationalen Vereinigung Relais & Châteaux.

## Auszeichnungen
- 1984: Ein Michelinstern für das Restaurant Maison de Bricourt
- 1988: Zwei Michelinsterne für das Restaurant Maison de Bricourt
- 1994: Koch des Jahres vom Gault-Millau Frankreich
- 2006: Drei Michelinsterne für das Restaurant Maison de Bricourt

## Publikationen
- Le livre d’Olivier Roellinger. Rouergue, 1994, ISBN 978-2-905209-91-7.
- Couleurs de Bretagne. Flammarion, 1999, ISBN 978-2-08-201956-9.
- Une cuisine contemporaine. Flammarion, 2005, ISBN 978-2-08-200949-2.
- Pour une révolution délicieuse. Fayard, 2019, ISBN 978-2-213-71198-0.